# Culinária curda

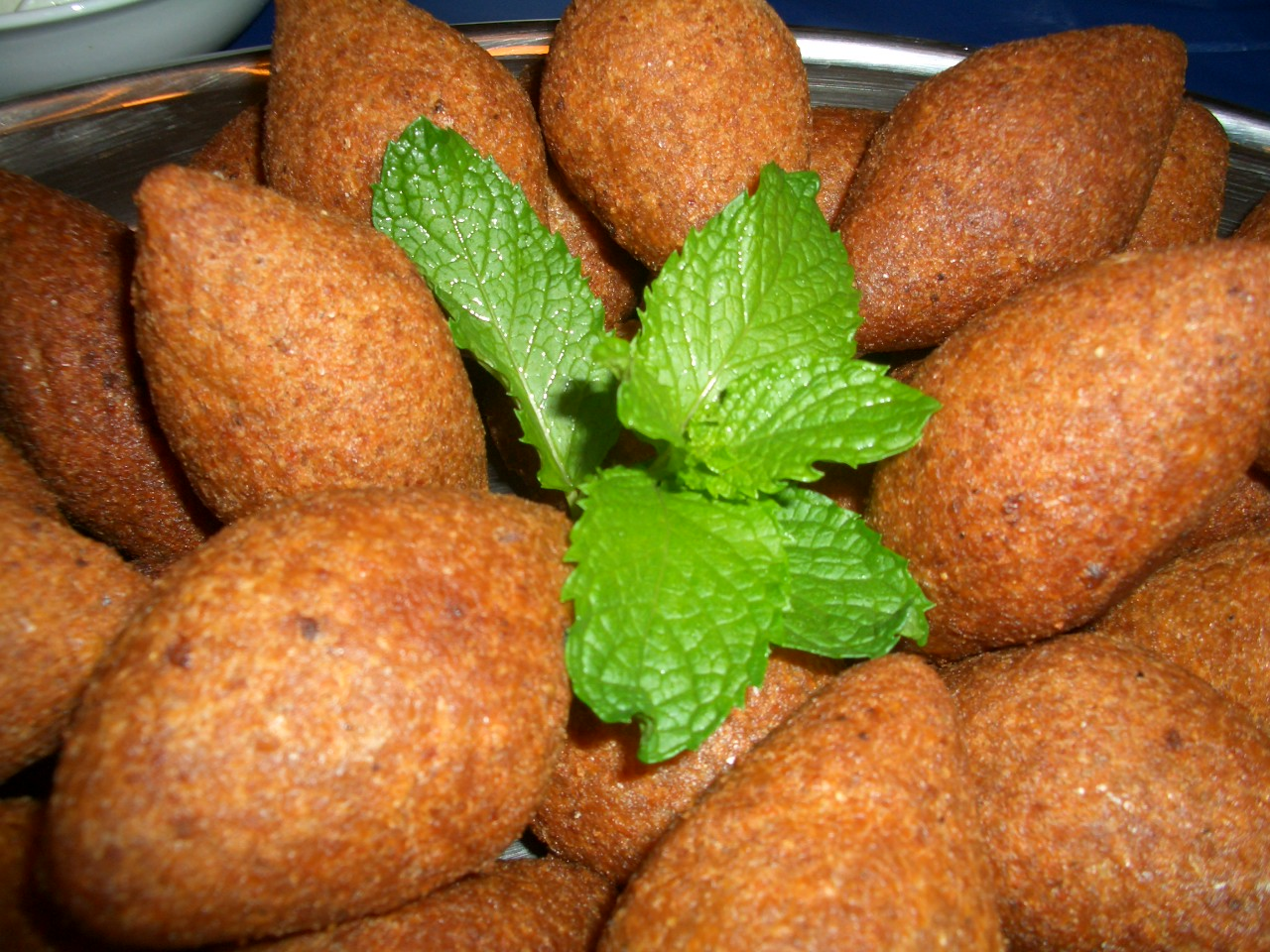
Quibe frito curdo

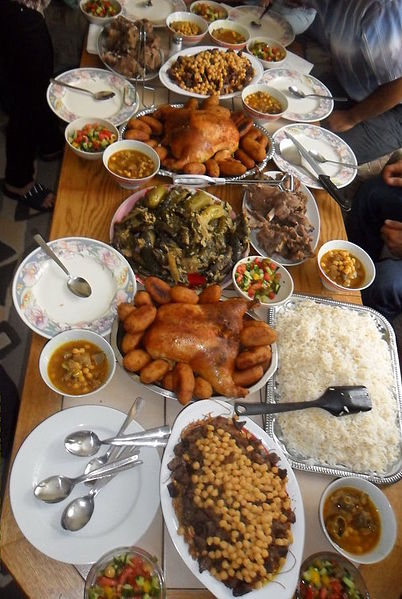
Alimentos curdos tradicionais

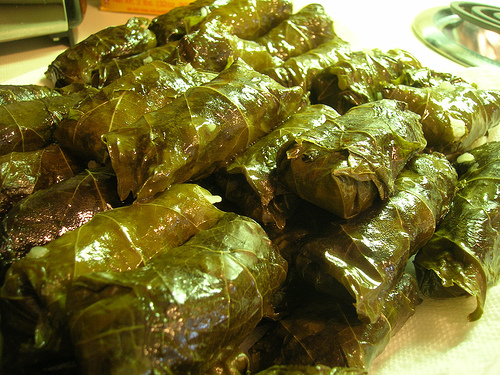
Dolmades

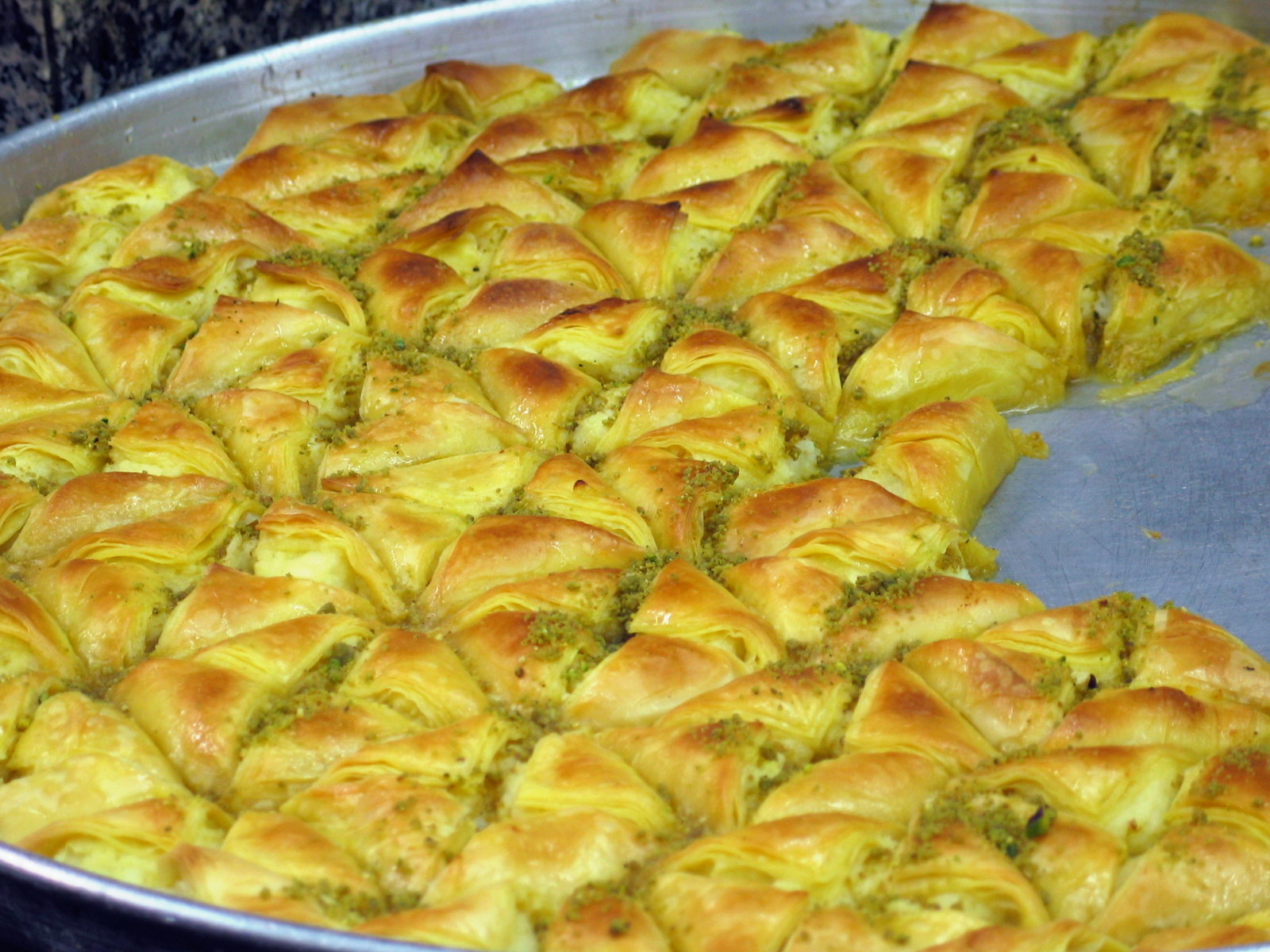
Baclava

Culinária curda (em curdo:  چێشتی کوردی Çêştî Kurdî‎) consiste em uma ampla variedade de alimentos preparados pelo povo Curdo. Há semelhanças culturais dos Curdos e dos seus povos vizinhos no Irã, Turquia, Iraque, Síria e Armênia. Alguns pratos, como o biryani, são compartilhados com o subcontinente Indiano. A comida curdo é a típica culinária do oeste Asiático.

## Costumes culinários
A dieta Curda inclui uma grande variedade de frutas e legumes. Cordeiro e frango são as principais carnes. O café da manhã é normalmente pão, queijo, mel, ovelha ou vaca, iogurte, e um copo de chá preto. Para o almoço, cordeiro e legumes são cozidos em um molho de tomate para fazer um guisado geralmente servido com arroz. Os pratos salgados são geralmente servido com arroz ou pão pita (Naan). O Curdistão tem um clima e solo adequados às uvas, romãs, figos e nozes. O mel curdo tem uma sabor suave e muitas vezes é vendido com o favo de mel. O Curdistão também produz produtos lácteos provenientes de ovelha e leite de vaca. Os curdos fazer muitos tipos de cafta e quibe, bolinhos de massa recheados com carne.
A culinária curda faz uso abundante de ervas frescas.

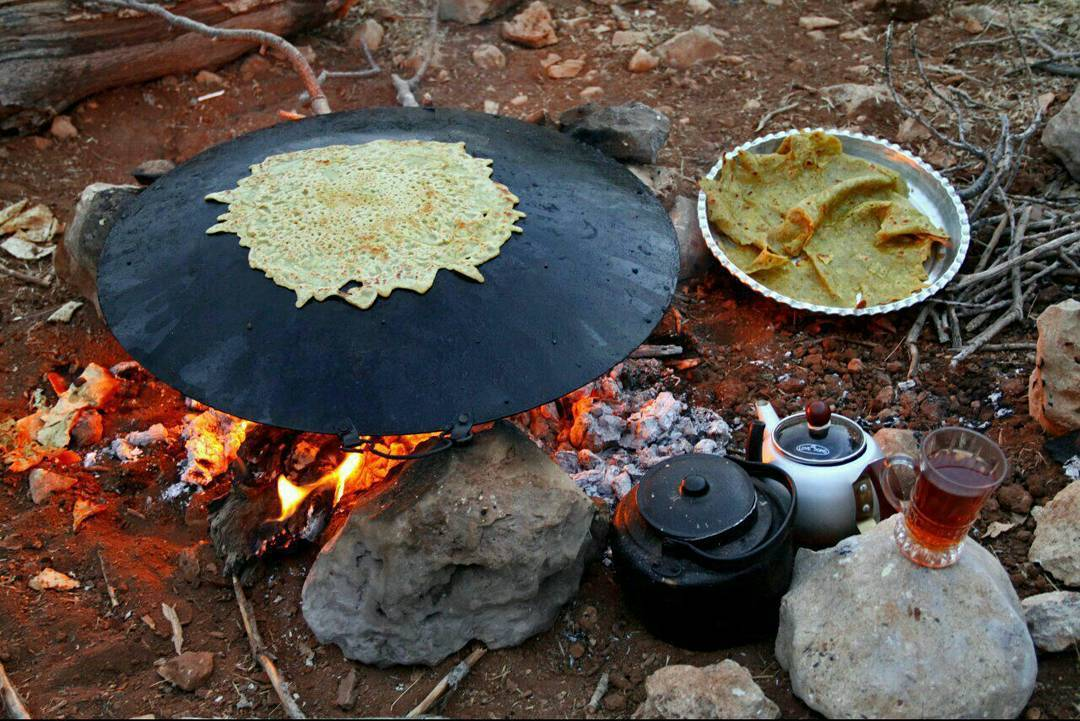
Tradicional pão curdo, um pão branco crocante, que é cozido em uma assadeira redonda de ferro, Hawraman

O chá preto adoçado é uma bebida muito comum, junto com um café forte amargo. Outra bebida favorita curdo é o "mastow" (Sorani) ou "Ava Mast", que é iogurte e sal misturados com água (Doogh).
Grampos de cozinha curda são berbesel, biryani, dokliw, kellane, kullerenaske, kutilk, parêv tabulé, kuku (tortas de carne ou vegetais), birinç (arroz branco puro ou com carne ou legumes e ervas), e uma variedade de saladas, bolos e bebidas específicas para diferentes partes do Curdistão. Outros pratos populares são maqluba, cafta, shifta, shilah/maraga, espinafre com ovos, trigo e sopa de lentilha, de beterraba e sopa de carne, doce, nabo, biscoitos de alcaparra, triguilho, menemen, mehîr, ûr-rûvî, yaprakh, chichma (este prato é comum em Erbil (Hewlêr)), tefti, niskene e nane niskan.
Uma das mais populares pratos curdos é Kardupilau, que é popular em Piranshahr e Mahabad.
Sawarr, um prato tradicional entre os agricultores Curdos é feito de grão de trigo que é cozidos, secos ao sol e batido num almofariz (curn) para retirar a casca. O trigo é então triturado em um moinho (destarr). Os grãos resultantes podem ser cozidos e servidos.
Tapsi é um prato de beringelas, pimentões, abobrinhas e batatas em um pouco de molho de tomate picante. Tashreeb consiste de camadas de naan em molho de pimentão verde, tomate, cebola e pimentas.
Um café da manhã típico curdo consiste de queijo, manteiga, azeitonas, ovos, tomates, pepinos, pimentões, reçel (geléia/marmelada; uma conserva de frutas interias) e mel, normalmente, consumida sobre kaymak. Salsicha, assados e até mesmo sopas podem ser tomadas como uma refeição matinal, no Curdistão. Talvez mais do que os pães tradicionais, como a pide, um pão branco crocante é muito popular. Uma especialidade comum curda para o café da manhã é chamado menemen, que é preparado com tomate assado, pimenta, o azeite e os ovos. Invariavelmente, o chá preto é servido no café da manhã.

## Celebrações
Durante o festival do Newroz, os curdos desfrutam de piqueniques no campo, comem alimentos tradicionais, muitas vezes com dolmades, e dançam a tradicional dança curda chamada Halperke.
O povo curdo também desfruta da culinária Eid como frango, arroz, dolmades e biryani.